# St. Stephan (Behlingen)

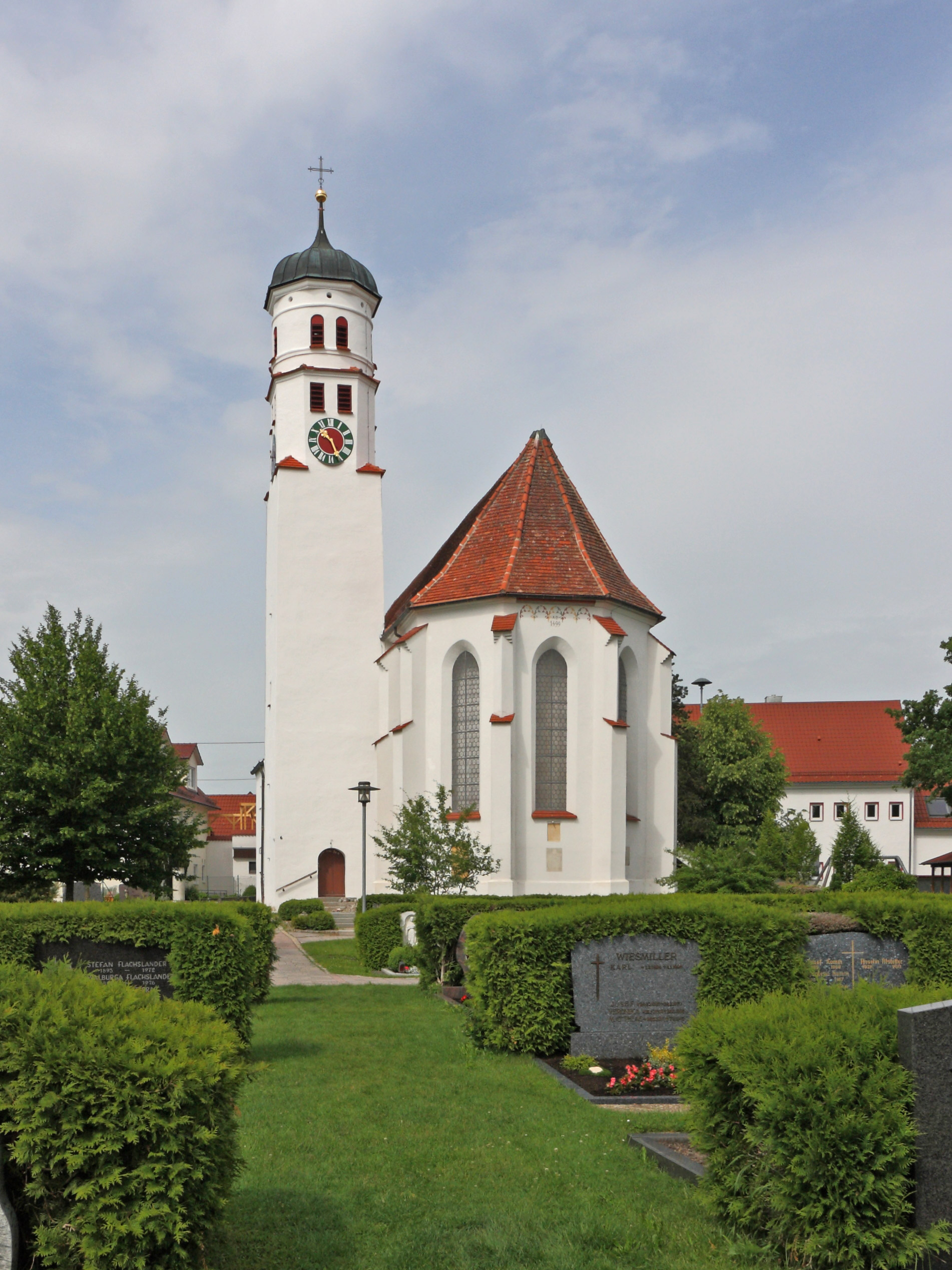
St. Stephan in Behlingen

Die römisch-katholische Pfarrkirche St. Stephan steht in Behlingen, einem Dorf in der Gemeinde Kammeltal im schwäbischen Landkreis Günzburg in Bayern. Das Bauwerk ist in der Liste der Baudenkmäler in Kammeltal als Baudenkmal unter der Nr. D-7-74-145-31 eingetragen. Die Kirchengemeinde gehört zum Dekanat Günzburg des Bistums Augsburg.

## Beschreibung

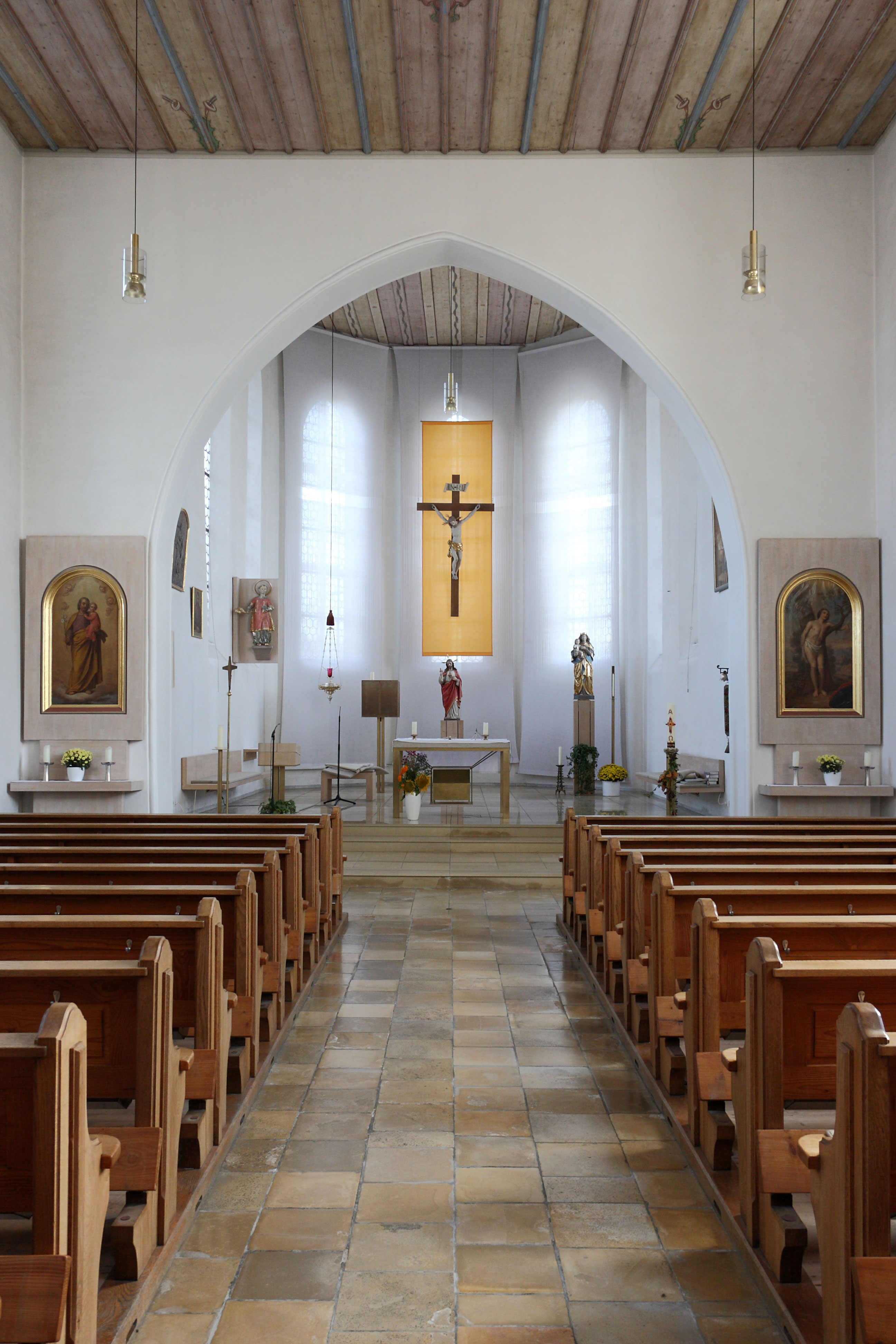
Blick zum Chor

Die um 1500 gebaute Saalkirche ist im Kern spätgotisch. Sie besteht aus dem Langhaus, dem eingezogenen, von Strebepfeilern gestützten Chor mit dreiseitigem Abschluss und dem Chorflankenturm auf quadratischem Grundriss an der Südwand des Chors. Der Turm erhielt um 1600 ein achteckiges Geschoss, an dem die Zifferblätter der Turmuhr angebracht sind. Darauf wurde 1955 ein rundes, mit einer Glockenhaube bedecktes Geschoss gesetzt. 
Die mit einem Chorbogen verbundenen Innenräume von Langhaus und Chor wurden 1955 längs mit Holzbalkendecken überspannt. Auf der oberen Empore im Westen des Langhauses steht eine Orgel. Ein um 1600 entstandenes Tafelbild mit der Kreuzigung stammt von Joos van Winghe. Ein Kruzifix aus derselben Zeit wird Christoph Rodt zugeschrieben. 